# 팝브런치
팝브런치는 KBS대전FM에서 평일 오전 11시부터 낮 12시까지 방송되는 팝 음악 전문 라디오 프로그램이다.

## DJ
- 김연선 아나운서